# هوانغ جونغ أوم
هوانغ جونغ أوم (ولدت في 25 يناير 1985) هي ممثلة كورية جنوبية ومغنية.

## المهنة
هوانغ جونغ أوم بدأت مع فرفة الفتيات الكورية الجنوبية شوقر في عام 2001 كقائدة الغناء، لكنها خرجت من الفرقة سنة 2004 لتبدأ مسيرتها الفنية المنفردة.  , هوانغ ظهرت كضيفة دائمة في برنامج رسالة حب من 2004 وحتى 2006 . ومشاهدها مع كيم جونغ مين أصبحت مشهورة., قامت رسمياً بدخول مجال التمثيل بالتمثيل في المسلسل التيلفيزوني «الشخص الذي أحب» سنة 2007. 

## حياتها الخاصة
هوانغ كشفت في مقابلة أجرتها أنها تخطط للزواج عندما تصل لعمر 33 أو 34.

## فيلموغرافيا

### المسلسلات التلفزيونية
- 2010: العملاق في دور لي مي جو / تشا سو جونغ[14]
- 2013: الحب السري في دور كانغ يو جونغ[15][16]
- 2014: حب لا نهاية له في دور سيو إن إيه[17]
- 2015: أقتلني، إشفيني في دور أوه ري جين[18]
- 2015: لقد كانت جميلة في هاي جين[19]
- 2016: الرومانسية المحظوظة في دور شين بو نوي[20]
- 2017: الشاب الوسيم وجونغ أوم في دور يو جونغ إيوم[21]
- 2020: حانة متنقلة غامضة في دور وول جو[22]
- 2020: الرجال رجال في دور سيو هيون جو[23]
- 2023: الهاربون السبعة[24]

## روابط خارجية
- هوانغ جونغ أوم على موقع IMDb (الإنجليزية)
- هوانغ جونغ أوم على موقع قاعدة بيانات الفيلم (الإنجليزية)